# 莱努耶
莱努耶（法語：Les Nouillers，法語發音：[le nuje]）是法国滨海夏朗德省的一个市镇，位于该省中部偏东，属于圣让当热利区。

## 地理
莱努耶（45°55'53"N, 0°39'49"W）面积24.15 平方千米，位于法国新阿基坦大区滨海夏朗德省，该省份为法国西部滨海省份，北起旺代省，西临大西洋，南至吉倫特省，东南接多爾多涅省，东北接德塞夫勒省接壤，东临夏朗德省。
与莱努耶接壤的市镇（或旧市镇、城区）包括：阿尔尚热、比涅、圣萨维尼安、塔扬、托奈布托讷、托尔克塞、瓦赛。

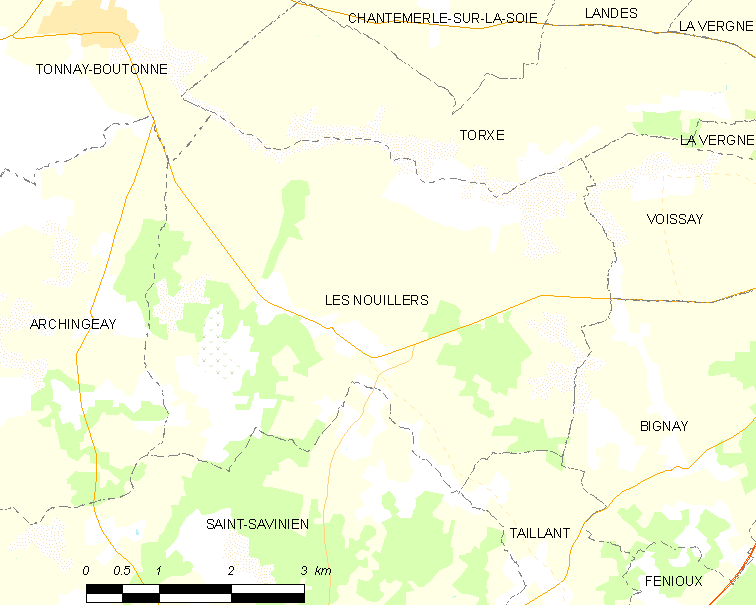
莱努耶的OSM定位图

莱努耶的时区为UTC+01:00、UTC+02:00（夏令时）。

## 行政
莱努耶的邮政编码为17380，INSEE市镇编码为17266。

## 政治
莱努耶所属的省级选区为圣让当热利县。

## 人口

1962-2008年间莱努耶人口变化图示

莱努耶于2022年1月1日时的人口数量为724人。